# Wspólnota administracyjna Oppurg
Wspólnota administracyjna Oppurg (niem. Verwaltungsgemeinschaft Oppurg) – wspólnota administracyjna w Niemczech, w kraju związkowym Turyngia, w powiecie Saale-Orla. Siedziba wspólnoty znajduje się w miejscowości Oppurg.
Wspólnota administracyjna zrzesza trzynaście gmin wiejskich: 
1. Bodelwitz
2. Döbritz
3. Gertewitz
4. Grobengereuth
5. Langenorla
6. Lausnitz
7. Nimritz
8. Oberoppurg
9. Oppurg
10. Quaschwitz
11. Solkwitz
12. Weira
13. Wernburg